# Whitbread Round the World Race de 1977-78
A Whitbread Round the World Race de 1977-78 foi a 2° edição da regata de volta ao mundo da Volvo Ocean Race, patrocinada pela empresa britânica Whitbread Group PLC. Iniciada em 27 de Agosto de 1977, em Southampton, Inglaterra, e com término em Dezembro/Janeiro de 1977-78, também no Porto de Southampton. A regata demorou 119 dias, e percorreu 26,780 milhas-náuticas (49,600 km), com a vitória da embarcação holandesa Flyer, capitaneada por Conny van Rietschoten.

## Modelo
O modelo de embarcação nesta edição foi o Swan 65.

## Calendário
| Regata | Começo                        | Final                         | Vencedor da Regata | Vencedor da Regata por tempo corregido |
| ------ | ----------------------------- | ----------------------------- | ------------------ | -------------------------------------- |
| 1      | Southampton, Inglaterra       | Cidade do Cabo, África do Sul | Flyer              | Flyer                                  |
| 2      | Cidade do Cabo, África do Sul | Auckland, Nova Zelândia       | Heath's Condor     | 33 Export                              |
| 3      | Auckland, Nova Zelândia       | Rio de Janeiro, Brasil        | Great Britain II   | Gauloise II                            |
| 4      | Rio de Janeiro, Brasil        | Southampton, Inglaterra       | Heath's Condor     | Gauloise II                            |

## Resultados
| Posição | Barco            | Capitão                                                        | País           | Tempo          |
| ------- | ---------------- | -------------------------------------------------------------- | -------------- | -------------- |
| 1       | Flyer            | Conny van Rietschoten                                          | Países Baixos  | 119d 1h        |
| 2       | King's Legend    | Nick Ratcliffe & Mike Clancy                                   | Reino Unido    | 121d 11h       |
| 3       | Traité de Rome   | Phillip Hanin                                                  | União Europeia | 121 d 18 h     |
| 4       | Disque d’Or      | Pierre Fehlmannn                                               | Suíça          | 122d 10h       |
| 5       | Adc Accutrac     | Clare Francis                                                  | Reino Unido    | 126d 7h        |
| 6       | Gauloises II     | Eric Loizeau                                                   | França         | 127d 7h        |
| 7       | Adventure        | James Watts, David Leslie, Ian Bailey-Willmot & Robin Duchesne | Reino Unido    | 128d 2h        |
| 8       | Neptune          | Bernard Deguy                                                  | França         | 130d 11h       |
| 9       | B&B Italia       | Corrado Di Majo                                                | Itália         | 132d 2h        |
| 10      | 33 Export        | Alain Gabbay                                                   | França         | 133 d 0 h 31 m |
| 11      | Tielsa           | Dirk Nauta                                                     | Países Baixos  | 133 d 0 h 36 m |
| 12      | Great Britain II | Rob James                                                      | Reino Unido    | 134 d 10 h     |
| 13      | Debenhams        | John Ridgway                                                   | Reino Unido    | 135 d 19 h     |
| 14      | Japy-Hermes      | Jean Michel Viant                                              | França         | 143 d 6 h      |
| 15      | Heath's Condor   | Leslie Williams & Robin Knox-Johnston                          | Reino Unido    | 144 d 0 h      |